# Масланд
Масланд (нід. Maasland) — село в нідерландській провінції Південна Голландія. Входить до муніципалітету Мідден-Делфланд.
Його площа становить 24,42 км².
Раніше мало статус окремого муніципалітету.

## Галерея

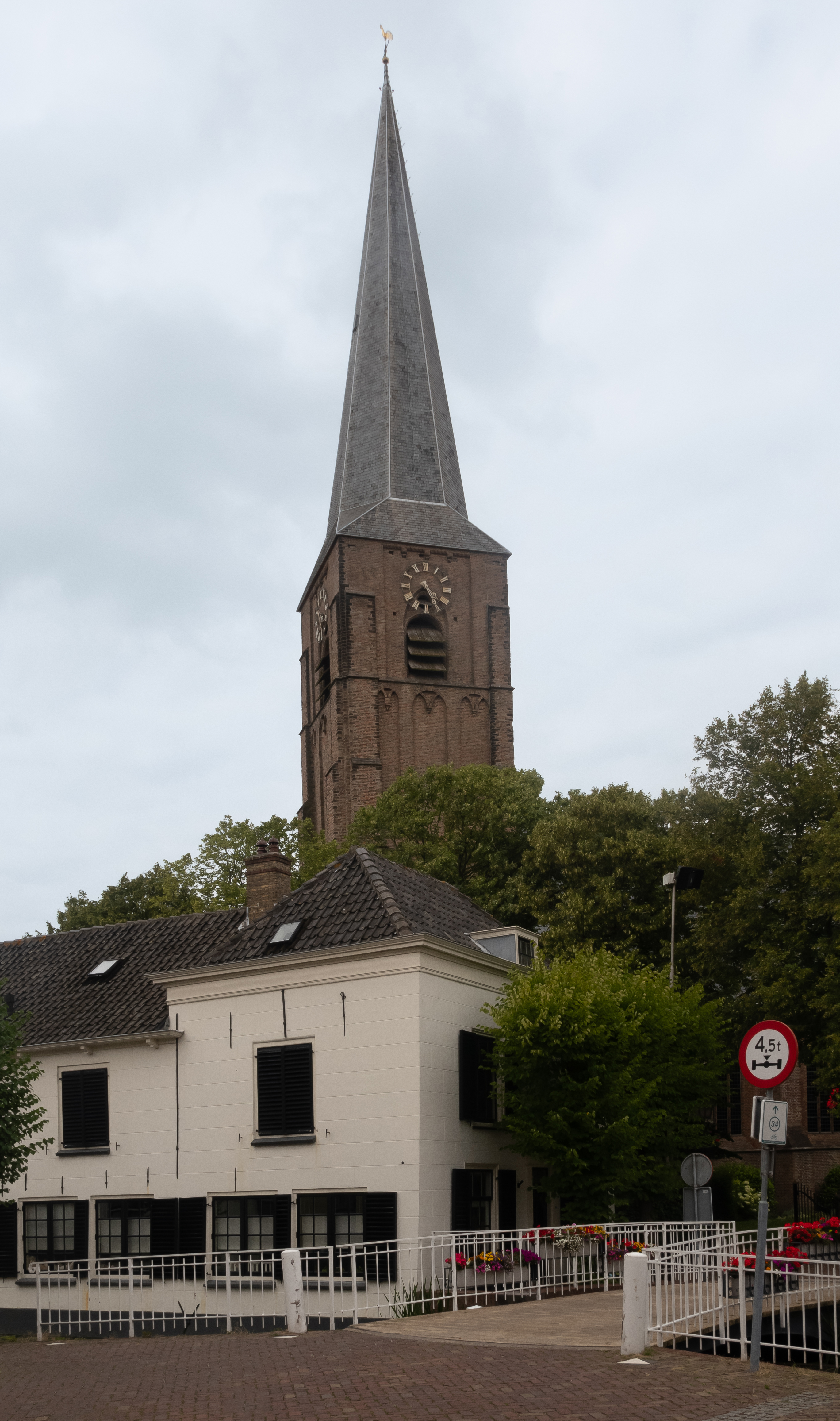
Церковна вежа
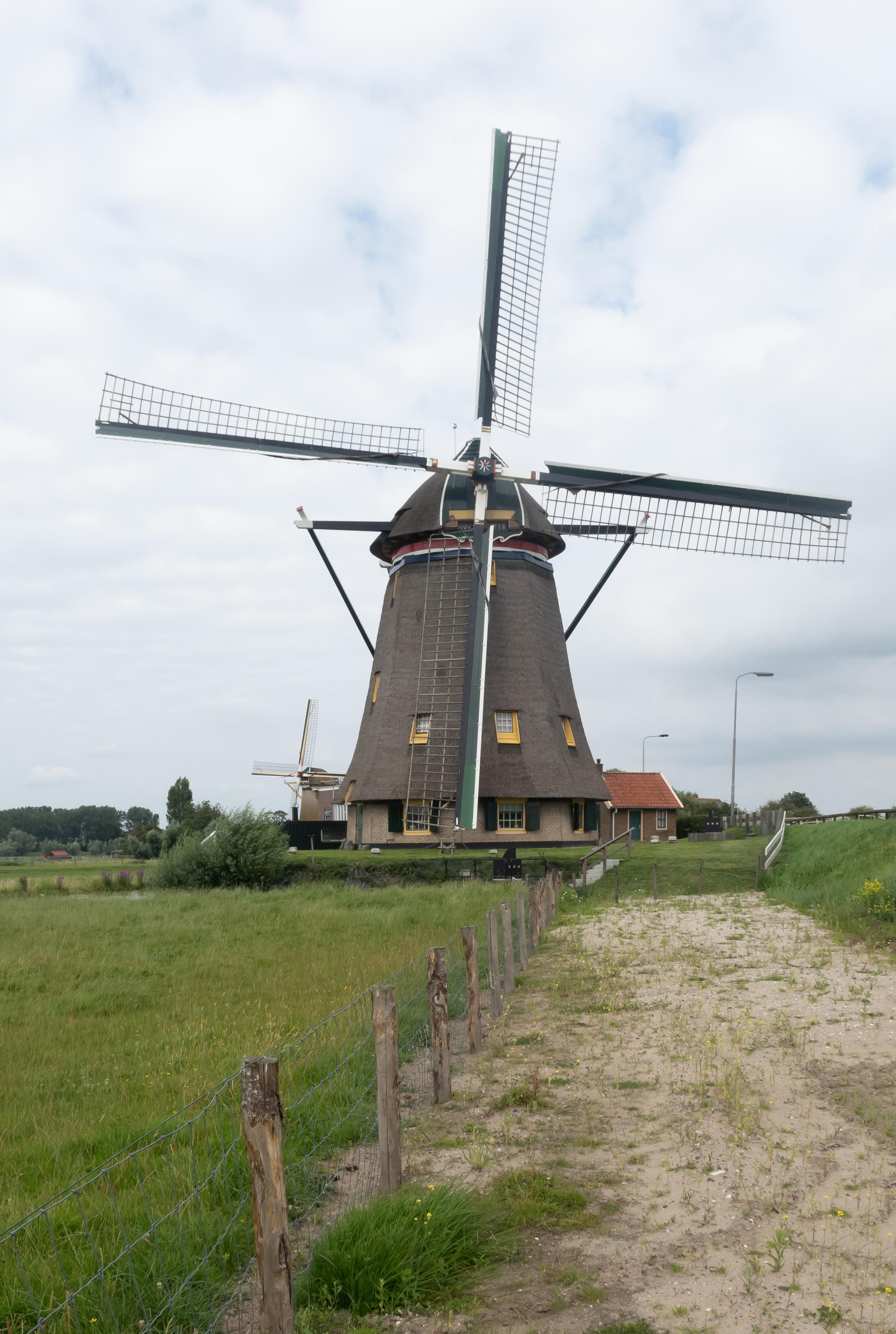
Вітряк de Dijkmolen
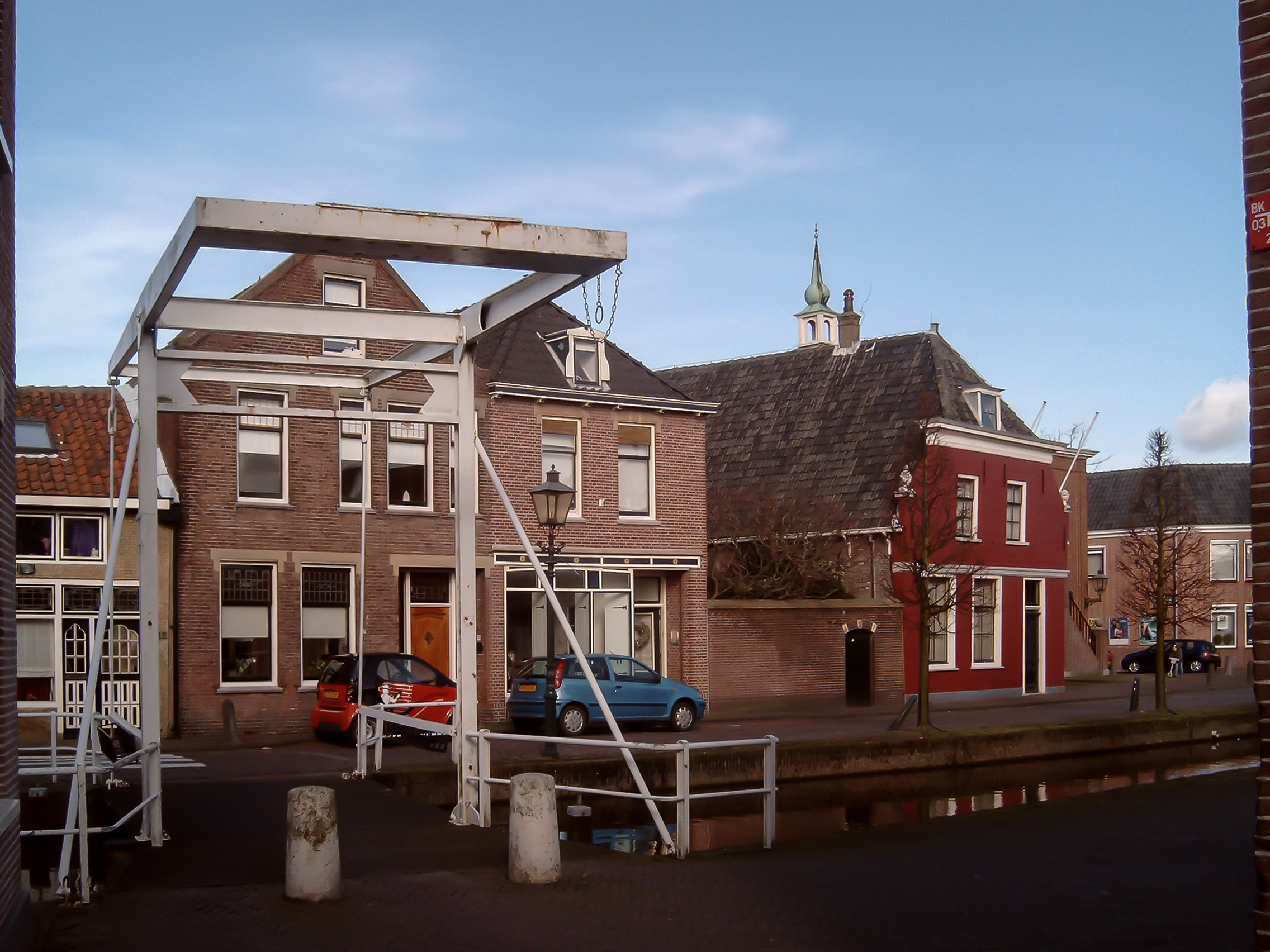
Розвідний міст
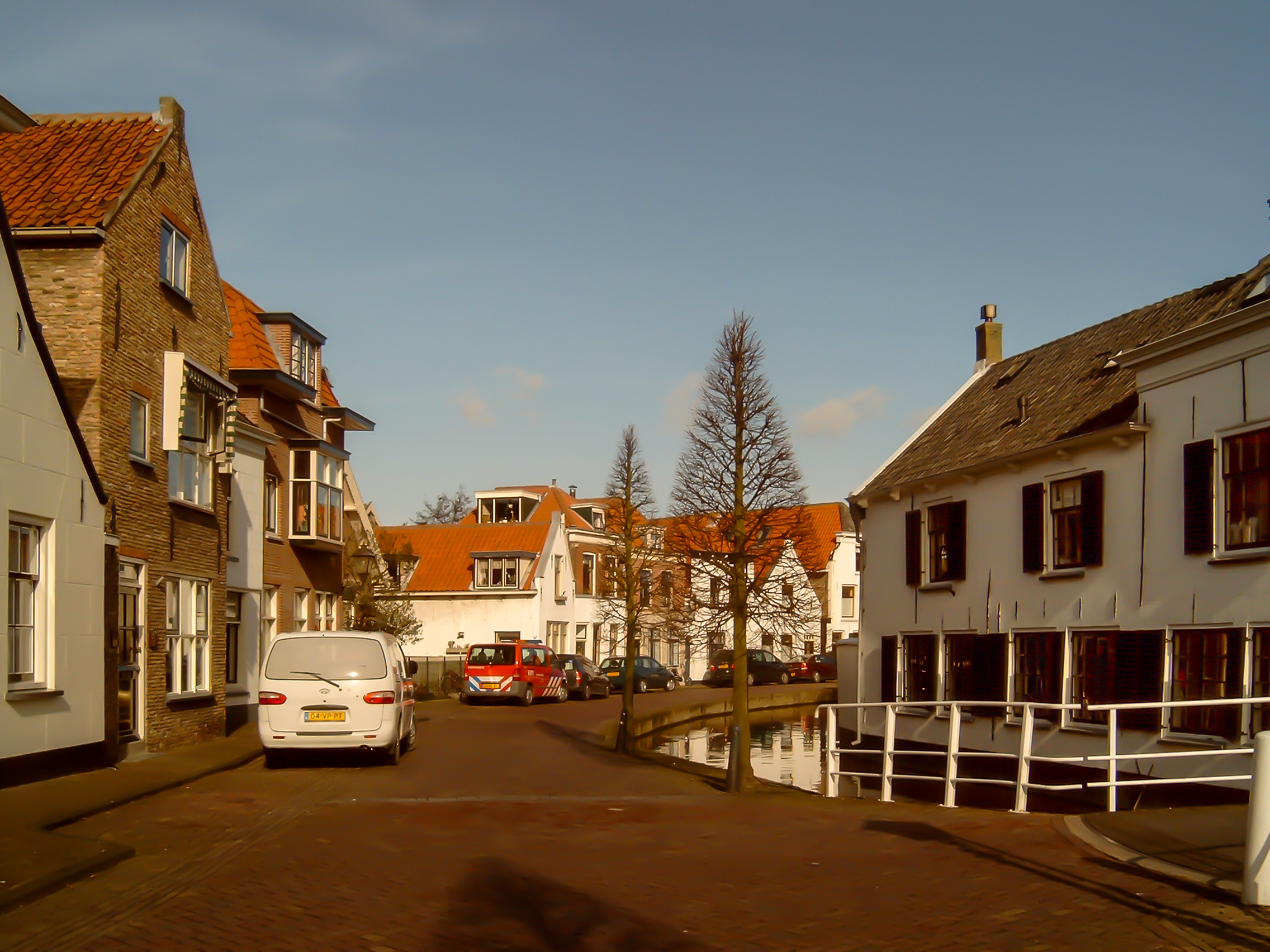
Центральний канал у селі